# Leontopodium ochroleucum
Leontopodium ochroleucum là một loài thực vật có hoa trong họ Cúc. Loài này được Beauverd mô tả khoa học đầu tiên năm 1914.